# Allocasuarina torulosa
Allocasuarina torulosa là một loài thực vật có hoa trong họ Casuarinaceae. Loài này được (Dryand. ex Aiton) L.A.S.Johnson mô tả khoa học đầu tiên năm 1982.
Loài cây này mọc ở các khu rừng cận nhiệt đới (ngay ngoài khu vực rừng chính) của Queensland và New South Wales, Australia. Ban đầu được mô tả với danh pháp Casuarina torulosa bởi William Aiton, loài này đã được chuyển đến chi hiện tại của nó vào năm 1982 bởi nhà thực vật học người Úc Lawrie Johnson. Nó là loài điển hình của chi allocasuarina.
Gỗ có màu nâu đến hồng hơi đỏ. Gỗ được đánh giá cao được sử dụng trong nhiều vật dụng.
Loài cây này phát triển từ hạt giống, và cây bị chặt hoặc gãy thường sẽ mọc lại.

## Hình ảnh

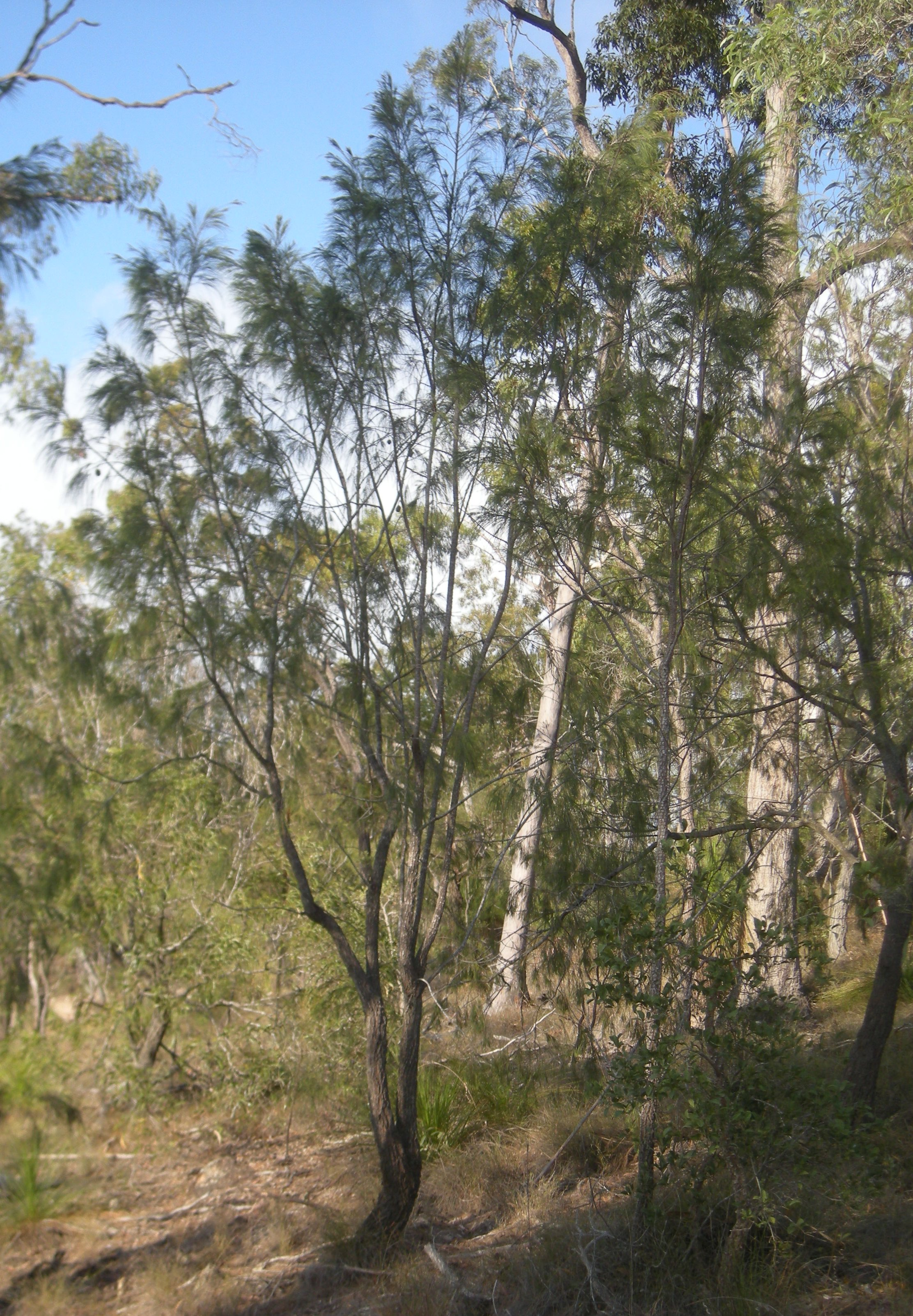
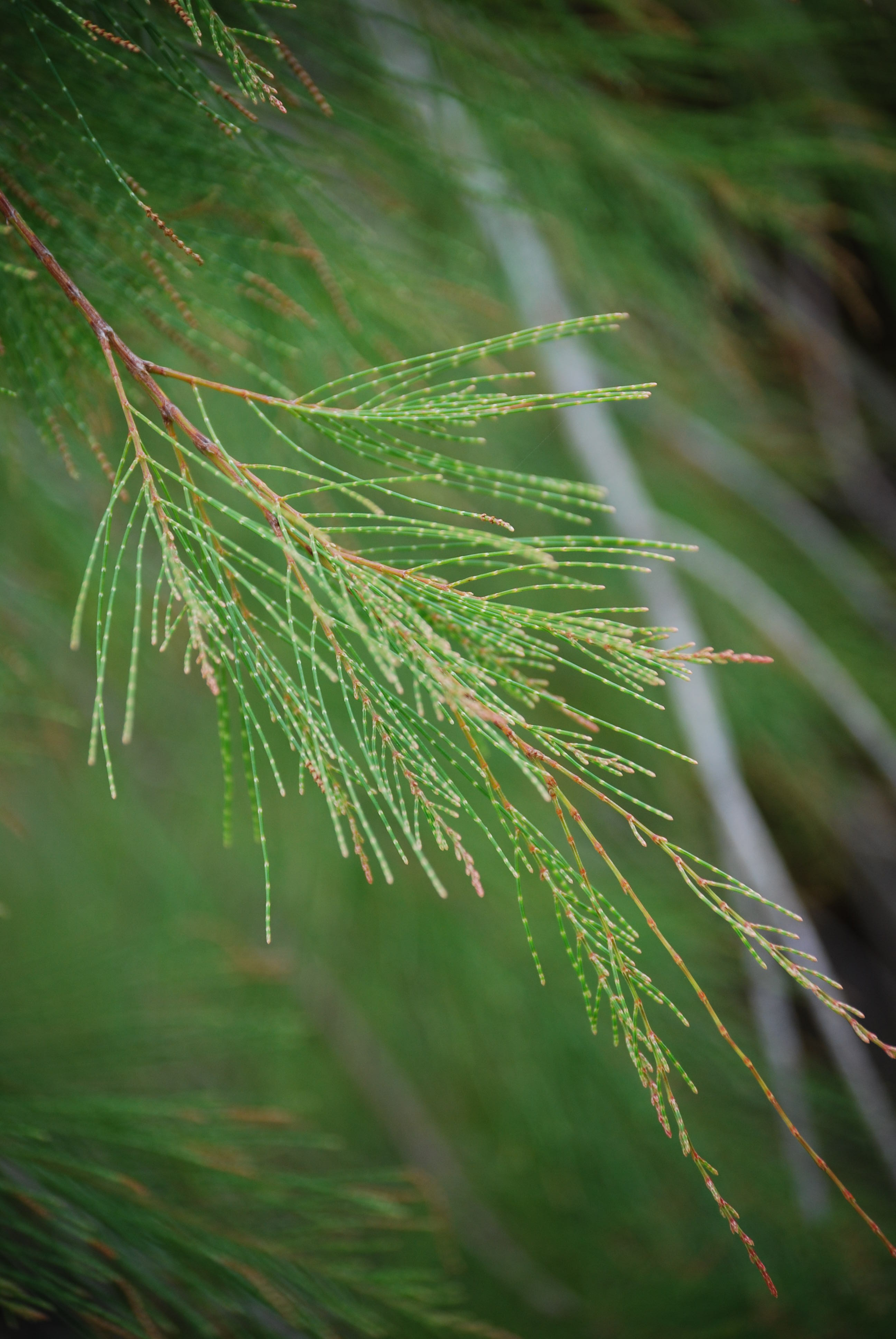
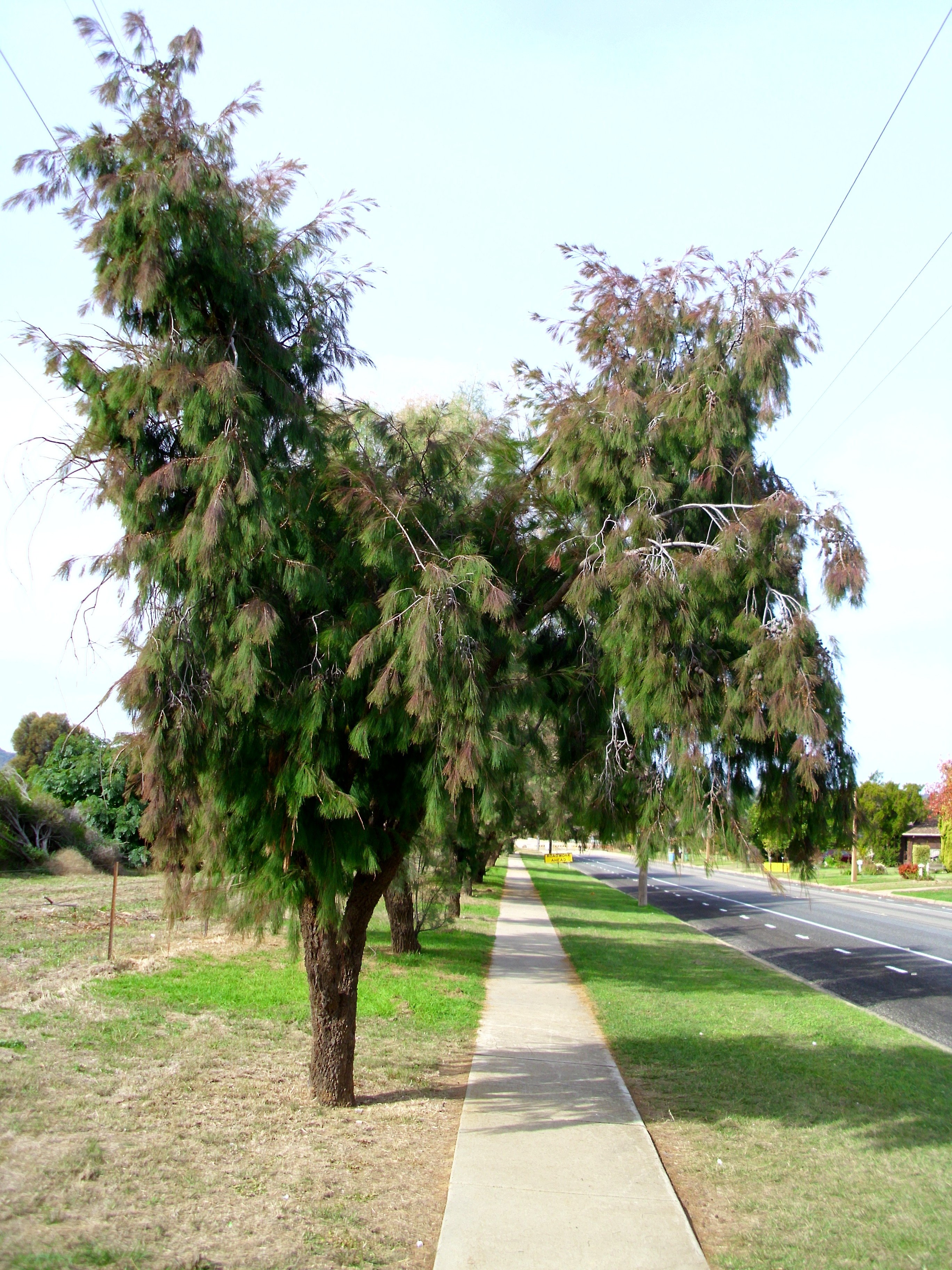
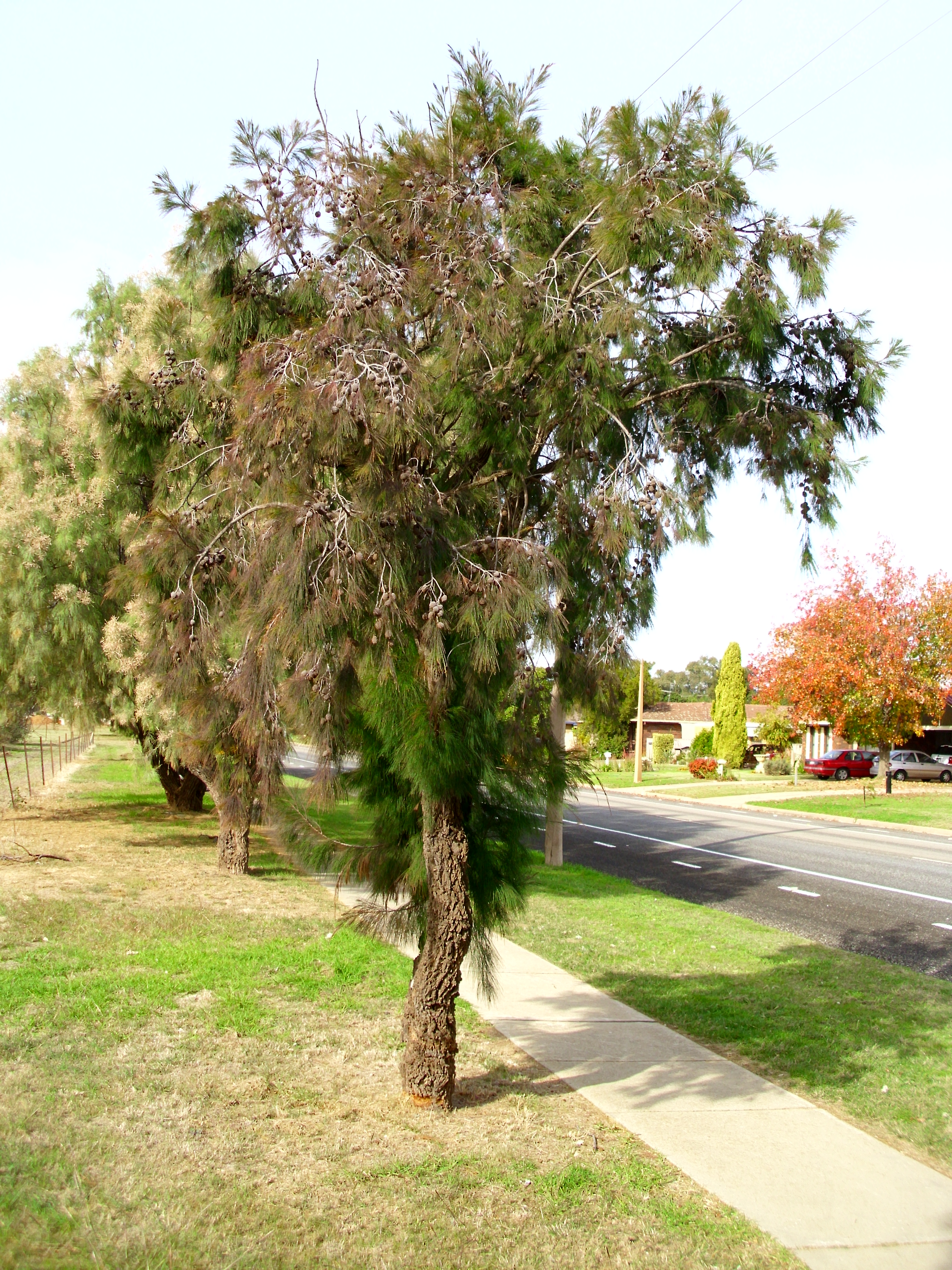